# Judd Flavell
Pour les articles homonymes, voir Flavell.
Judd Flavell, né le 31 décembre 1973, à Whangarei, en Nouvelle-Zélande, est un joueur et entraîneur néo-zélandais de basket-ball. Il évolue durant sa carrière au poste d'arrière.